# Birit
Birit is een bestuurslaag in het regentschap Klaten van de provincie Midden-Java, Indonesië. Birit telt 1890 inwoners (volkstelling 2010).